# Thismia
Thismia, biljni rod iz porodice  Thismiaceae, koja jeučestalo uključivana kao potporodica u Burmanniaceae. Sve vrste su mikoheterotrofne; mnoge su poznate samo iz nekoliko primjeraka. Rod je raširen po južnoj i jugoistočnoj Aziji, istočnoj i sjevernoj Australiji i dijelovima Južne Amerike i Novog Zelanda. Ove vrste obično rastu među lišćem u sjenovitim vlažnim šumama.

## Etimologija
Ime roda je anagram za Thomas Smith, engleski mikroskopist, umro ca. 1825.

## Opis
Višegodišnje parazitske biljke. Ne fotosinteziraju, već energiju i hranjive tvari dobivaju od gljiva — točnije gljivica povezanih s korijenjem drveća. Rizomi odsutni. Korijenje vodoravno, stabljike su nerazgranate, vrlo kratke. Listovi na peteljkama. Posljednja novootkrivrena vrsta je T. jianfenglingensis, otkrivena 2020. godine na otoku Hainanu u Kini.

## Vrste
1. Thismia abei (Akasawa) Hatus.
2. Thismia acuminata Hrones, Dancák & Sochor
3. Thismia alba Holttum ex Jonker
4. Thismia americana N.Pfeiff.
5. Thismia andicola Aguilar-Cano, S.Guzm.-Guzm. & Lopera-Toro
6. Thismia angustimitra Chantanaorr.
7. Thismia annamensis K.Larsen & Aver.
8. Thismia appendiculata Schltr.
9. Thismia arachnites Ridl.
10. Thismia aseroe Becc.
11. Thismia aurantiaca Hareesh & M.Sabu
12. Thismia belumensis Siti-Munirah & Suhaimi-Miloko
13. Thismia betung-kerihunensis Tsukaya & H.Okada
14. Thismia bifida M.Hotta
15. Thismia bokorensis Suetsugu & Tsukaya
16. Thismia breviappendiculata Nob.Tanaka
17. Thismia brunneomitra Hrones, Kobrlová & Dancák
18. Thismia brunneomitroides Suetsugu & Tsukaya
19. Thismia brunonis Griff.
20. Thismia bryndonii Tsukaya, Suetsugu & Suleiman
21. Thismia calcarata D.F.Silva, Honório & J.M.A.Braga
22. Thismia caudata Maas & H.Maas
23. Thismia chrysops Ridl.
24. Thismia clandestina (Blume) F.Muell.
25. Thismia clavarioides K.R.Thiele
26. Thismia claviformis Chantanaorr. & J.Wai
27. Thismia clavigera (Becc.) F.Muell.
28. Thismia clavigeroides Chantanaorr. & Seelanan
29. Thismia cordata D.F.Silva & J.M.A.Braga
30. Thismia cornuta Hrones, Sochor & Dancák
31. Thismia coronata Hrones, Dancák & Sochor
32. Thismia domei Siti-Munirah
33. Thismia episcopalis (Becc.) F.Muell.
34. Thismia filiformis Chantanaorr.
35. Thismia fumida Ridl.
36. Thismia fungiformis (Taub. ex Warm.) Maas & H.Maas
37. Thismia gardneriana Hook.f. ex Thwaites
38. Thismia gigantea (Jonker) Hrones
39. Thismia glaziovii Poulsen
40. Thismia gongshanensis Hong Qing Li & Y.K.Bi
41. Thismia goodii Kiew
42. Thismia grandiflora Ridl.
43. Thismia guangdongensis Xiao J.Li, A.Liu & D.X.Zhang
44. Thismia hawkesii W.E.Cooper
45. Thismia hexagona Dancák, Hrones, Kobrlová & Sochor
46. Thismia hillii (Cheeseman) N.Pfeiff.
47. Thismia hongkongensis Mar & R.M.K.Saunders
48. Thismia huangii P.Y.Jiang & T.H.Hsieh
49. Thismia hyalina (Miers) Benth. & Hook.f. ex F.Muell.
50. Thismia inconspicua Sochor & Dancák
51. Thismia javanica J.J.Sm.
52. Thismia jianfenglingensis Han Xu, H.J.Yang & S.Q.Fang
53. Thismia kelabitiana Dancák, Hrones & Sochor
54. Thismia kelantanensis Siti-Munirah
55. Thismia kinabaluensis T.Nishioka & Suetsugu
56. Thismia kobensis Suetsugu
57. Thismia labiata J.J.Sm.
58. Thismia laevis Sochor, Dancák & Hrones
59. Thismia lanternata W.E.Cooper
60. Thismia latiffiana Siti-Munirah & Dome
61. Thismia lauriana J.K.Jarvis
62. Thismia malipoensis J.D.Ya & W.B.Yu
63. Thismia mantiqueirensis Engels & E.C.Smidt
64. Thismia megalongensis C.A.Hunt, G.Steenbee. & V.Merckx
65. Thismia melanomitra Maas & H.Maas
66. Thismia minutissima Dancák, Hrones & Sochor
67. Thismia mirabilis K.Larsen
68. Thismia mucronata Nuraliev
69. Thismia mullerensis Tsukaya & H.Okada
70. Thismia neptunis Becc.
71. Thismia nigra Dancák, Hrones & Sochor
72. Thismia nigricans Chantanaorr. & Sridith
73. Thismia nigricoronata Kumar & S.W.Gale
74. Thismia okhaensis Luu, Tich, G.Tran & Ðinh
75. Thismia ophiuris Becc.
76. Thismia ornata Dancák, Hrones & Sochor
77. Thismia pallida Hrones, Dancák & Rejzek
78. Thismia papillata Nuraliev & Yudina
79. Thismia paradisiaca S.Guzm.-Guzm.
80. Thismia petasiformis D.F.Silva & J.M.A.Braga
81. Thismia prataensis Mancinelli, C.T.Blum & E.C.Smidt
82. Thismia pseudomelanomitra D.F.Silva & J.M.A.Braga
83. Thismia puberula Nuraliev
84. Thismia racemosa Ridl.
85. Thismia ribeiroi Engels, D.F.Silva & Soares-Lopes
86. Thismia rodwayi F.Muell.
87. Thismia sahyadrica Sujanapal, Robi & Dantas
88. Thismia saulensis H.Maas & Maas
89. Thismia singeri (de la Sota) Maas & H.Maas
90. Thismia sitimeriamiae Siti-Munirah, Dome & Thorogood
91. Thismia submucronata Chantanaorr., Tetsana & Tripetch
92. Thismia sumatrana Suetsugu & Tsukaya
93. Thismia taiwanensis Sheng Z.Yang, R.M.K.Saunders & C.J.Hsu
94. Thismia tectipora Cowie
95. Thismia tentaculata K.Larsen & Aver.
96. Thismia terengganuensis Siti-Munirah
97. Thismia thaithongiana Chantanaorr. & Suddee
98. Thismia tuberculata Hatus.
99. Thismia variabilis D.F.Silva, Honório & J.M.A.Braga
100. Thismia violacea D.F.Silva & J.M.A.Braga
101. Thismia viridistriata Sochor, Hrones & Dancák
102. Thismia yorkensis Cribb